# Смольний
Смо́льний (рос. Смольный, ерз. Пиче Коня) — селище у складі Ічалківського району Мордовії, Росія. Адміністративний центр Смольненського сільського поселення.
Раніше існувало два населених пункти — Нова Степановка та Смольний.

## Населення
Населення — 1492 особи (2010; 1397 у 2002).
Національний склад (станом на 2002 рік):
- росіяни — 65 %
- мордва — 27 %